# Cuphea pinetorum
Cuphea pinetorum är en fackelblomsväxtart som beskrevs av George Bentham. Cuphea pinetorum ingår i släktet blossblommor, och familjen fackelblomsväxter. Inga underarter finns listade i Catalogue of Life.